# Grand Prix automobile du Canada 2006
GP précédent GP suivant

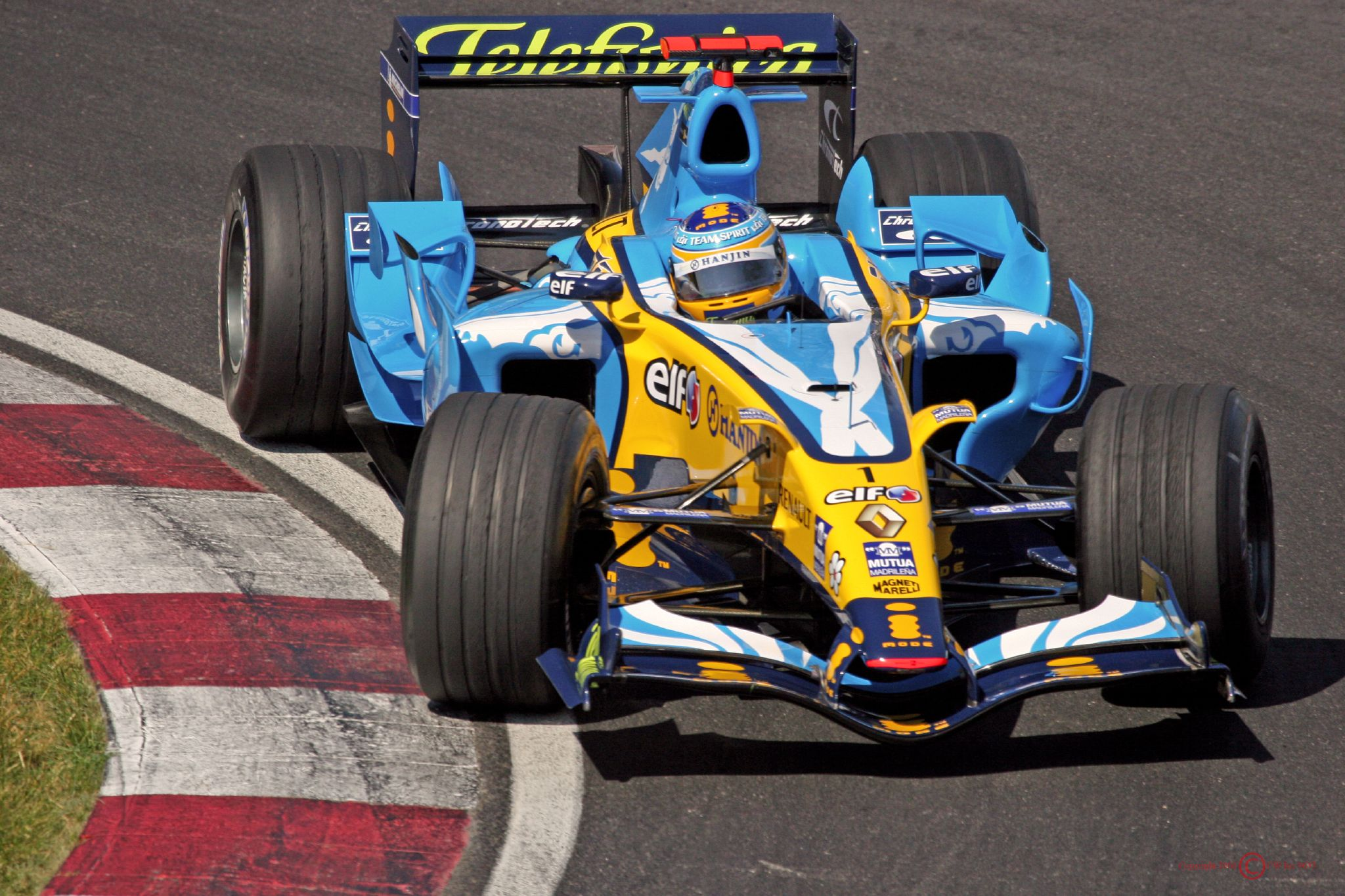
Fernando Alonso, vainqueur sur Renault R26

Le Grand Prix automobile du Canada 2006 (Formula 1 Grand Prix du Canada 2006), disputé sur le circuit Gilles-Villeneuve de Montréal le 25 juin 2006, est la 759e épreuve de l'histoire du championnat du monde de Formule 1 courue depuis 1950 et la neuvième manche du championnat 2006.
Tandis que la domination de Fernando Alonso continue, Michael Schumacher parvient à limiter l'envolée de l'Espagnol au championnat.

## Grille de départ

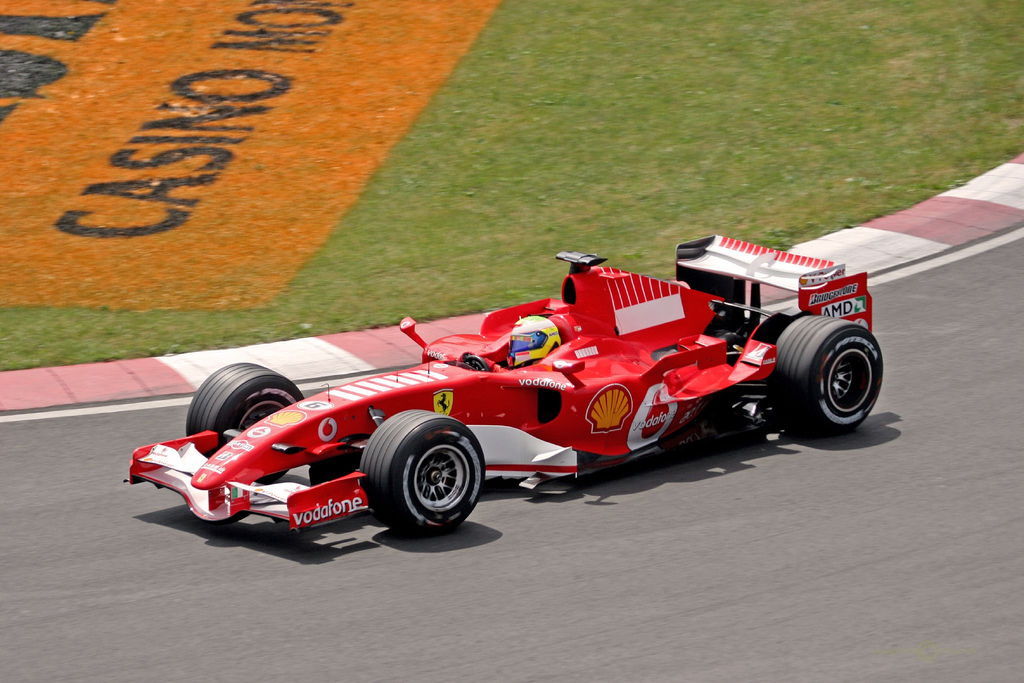
Felipe Massa au Grand Prix du Canada 2006

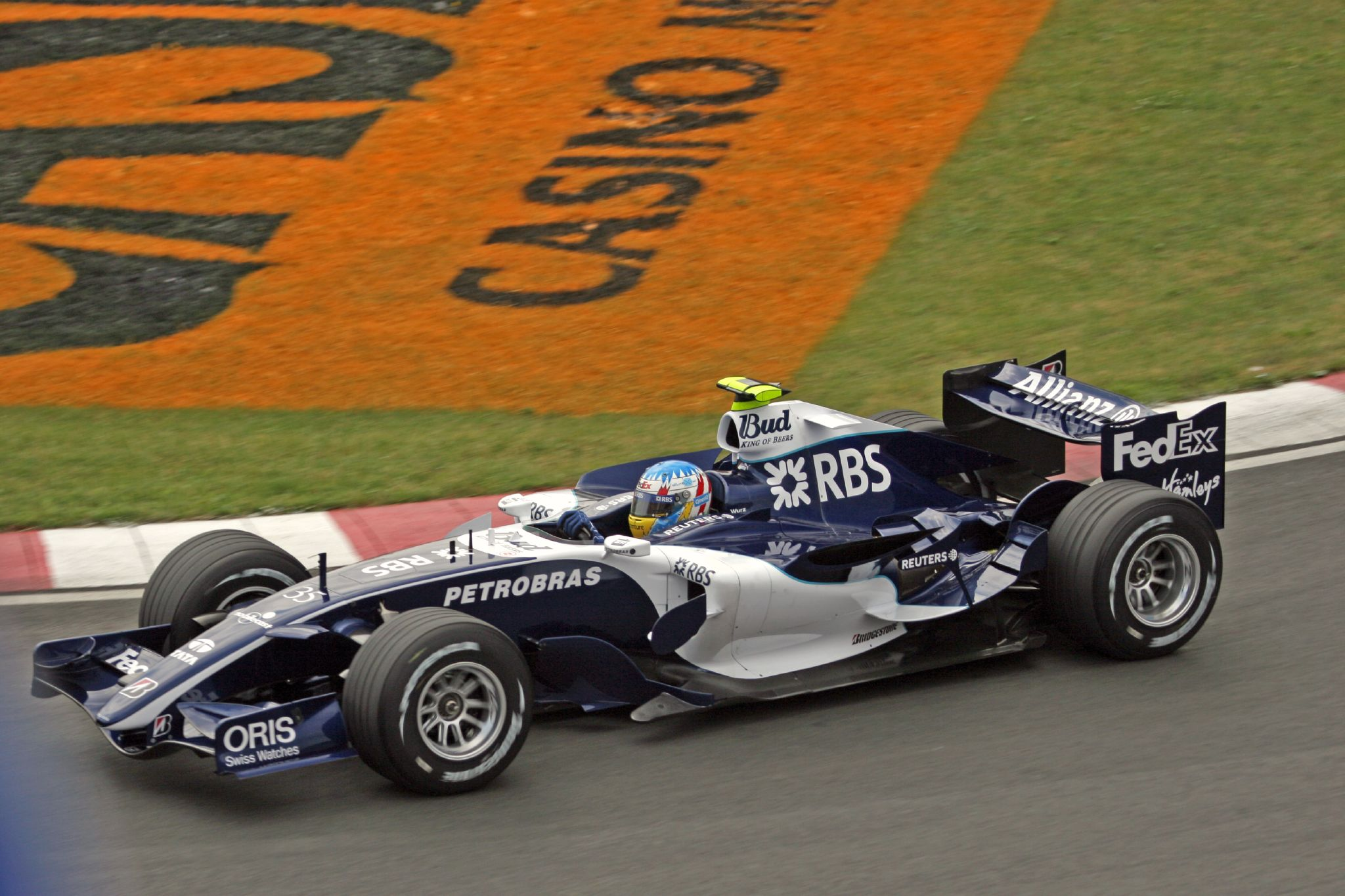
Alex Wurz au Grand Prix du Canada 2006

| Pos | Pilote               | Voiture             | Chrono 3       | Chrono 2       | Chrono 1       |
| --- | -------------------- | ------------------- | -------------- | -------------- | -------------- |
| 1   | Fernando Alonso      | Renault             | 1 min 14 s 942 | 1 min 14 s 726 | 1 min 15 s 350 |
| 2   | Giancarlo Fisichella | Renault             | 1 min 15 s 178 | 1 min 15 s 295 | 1 min 15 s 917 |
| 3   | Kimi Räikkönen       | McLaren-Mercedes    | 1 min 15 s 386 | 1 min 15 s 273 | 1 min 15 s 376 |
| 4   | Jarno Trulli         | Toyota              | 1 min 15 s 968 | 1 min 15 s 506 | 1 min 16 s 455 |
| 5   | Michael Schumacher   | Ferrari             | 1 min 15 s 986 | 1 min 15 s 139 | 1 min 15 s 716 |
| 6   | Nico Rosberg         | Williams-Cosworth   | 1 min 16 s 012 | 1 min 15 s 269 | 1 min 16 s 404 |
| 7   | Juan Pablo Montoya   | McLaren-Mercedes    | 1 min 16 s 228 | 1 min 15 s 253 | 1 min 16 s 251 |
| 8   | Jenson Button        | Honda               | 1 min 16 s 608 | 1 min 15 s 814 | 1 min 16 s 594 |
| 9   | Rubens Barrichello   | Honda               | 1 min 16 s 912 | 1 min 15 s 601 | 1 min 16 s 735 |
| 10  | Felipe Massa         | Ferrari             | 1 min 17 s 209 | 1 min 15 s 555 | 1 min 16 s 259 |
| 11  | Jacques Villeneuve   | BMW Sauber          |                | 1 min 15 s 832 | 1 min 16 s 493 |
| 12  | Christian Klien      | Red Bull-Ferrari    |                | 1 min 15 s 833 | 1 min 16 s 585 |
| 13  | Nick Heidfeld        | BMW Sauber          |                | 1 min 15 s 885 | 1 min 15 s 906 |
| 14  | Ralf Schumacher      | Toyota              |                | 1 min 15 s 888 | 1 min 16 s 702 |
| 15  | Vitantonio Liuzzi    | Toro Rosso-Cosworth |                | 1 min 16 s 116 | 1 min 16 s 581 |
| 16  | Mark Webber          | Williams-Cosworth   |                | 1 min 16 s 301 | 1 min 16 s 514 |
| 17  | Scott Speed          | Toro Rosso-Cosworth |                |                | 1 min 16 s 985 |
| 18  | Tiago Monteiro       | Midland-Toyota      |                |                | 1 min 17 s 016 |
| 19  | Christijan Albers    | Midland-Toyota      |                |                | 1 min 17 s 121 |
| 20  | Takuma Satō          | Super Aguri-Honda   |                |                | 1 min 17 s 140 |
| 21  | Franck Montagny      | Super Aguri-Honda   |                |                | 1 min 19 s 088 |
| 22  | David Coulthard      | Red Bull-Ferrari    |                |                | 1 min 19 s 152 |

## Course

### Déroulement de l'épreuve

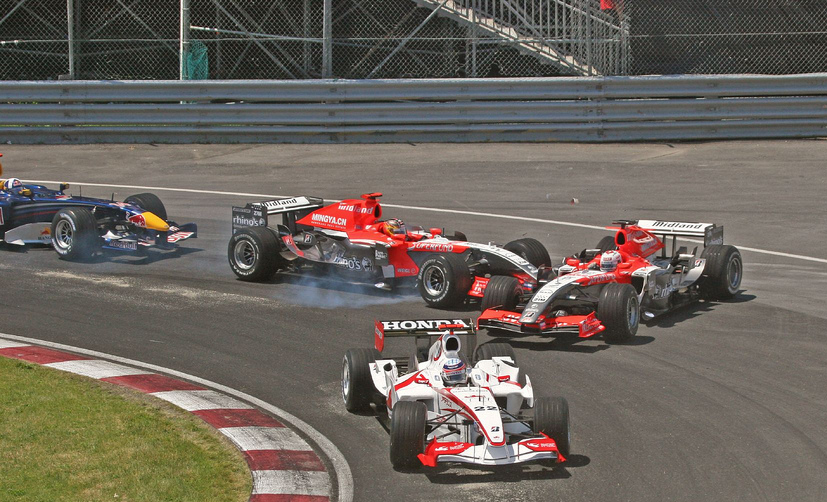
Accrochage entre les Midland

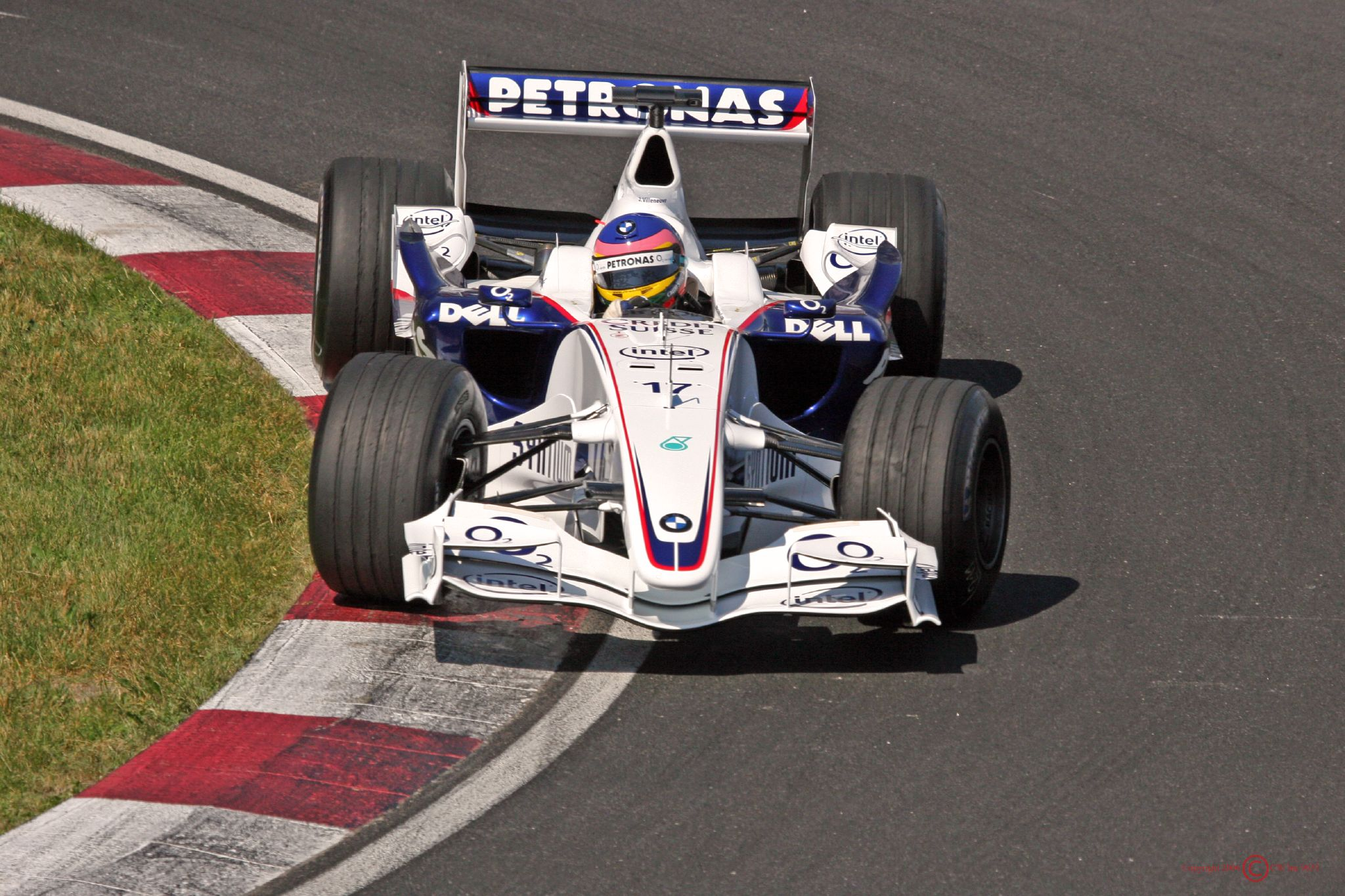
Jacques Villeneuve au Grand Prix du Canada 2006

Pour la neuvième course de la saison, au Canada, sur le Circuit Gilles-Villeneuve de Montréal, la première ligne de la grille de départ est aux couleurs de l'écurie championne du monde, Fernando Alonso (Renault) ayant devancé son coéquipier Giancarlo Fisichella, obtenant sa cinquième pole position consécutive. Michael Schumacher (Ferrari) (5e) ne s'élance que de la troisième ligne aux côtés du jeune Nico Rosberg (Williams) (6e), tous deux devancés par Kimi Räikkönen (McLaren) (3e) et Jarno Trulli (Toyota) (4e). 
Fernando Alonso vire en tête au premier virage tandis que son coéquipier se fait surprendre par Räikkönen après avoir dû freiner à cause d'un départ légèrement anticipé (il sera sanctionné d'un « drive-through » pour ce fait). Si le départ s'est déroulé sans encombre pour les cinq premiers, il n'en est pas de même derrière, Juan Pablo Montoya (McLaren) s'étant accroché avec Nico Rosberg en voulant le dépasser, envoyant la Williams du jeune Allemand - qui tentait de résister à la manœuvre téméraire du Colombien - dans le mur et provoquant une première intervention de la voiture de sécurité. Après le redémarrage, en tête de la course, Alonso et Räikkönen creusent l'écart sur leurs poursuivants en se battant à coup de dixièmes de seconde, et en roulant 2 secondes plus vite au tour que tous les autres. Alonso s'arrête le premier pour ravitailler, laissant la tête de la course à son adversaire finlandais, qui ravitaille un tour plus tard et embarque plus d'essence, mais surtout perd un temps précieux à cause d'un écrou récalcitrant qui empêche de changer sa roue arrière-droite. Il reprend la piste en seconde position mais trois secondes derrière le champion du monde, qui en profite pour enfoncer le clou et lui reprendre cinq secondes. Lors de la deuxième vague de ravitaillements, Räikkönen connaît encore des ennuis, calant même son moteur, et on s'achemine vers une fin de course tranquille pour Alonso - qui compte alors plus de 25 s d'avance sur Räikkönen, qui a lui-même Schumacher dans son aileron - lorsque la brutale sortie de route de Jacques Villeneuve (BMW Sauber) entraîne, au 59e tour, une nouvelle intervention de la voiture de sécurité, réduisant tous les écarts à néant. Lorsqu'elle quitte la piste quatre tours plus tard, Alonso produit l'effort nécessaire pour conserver sa position et s'acheminer vers sa sixième victoire de la saison, la quatrième consécutive. Dans le dernier tour, Michael Schumacher s'empare de la seconde place au détriment de Kimi Räikkönen (3e) qui se fait surprendre après être sorti trop large dans l'un des derniers virages. Il se console en réalisant en 1 min 15 s 841 (au 22e tour) le meilleur tour en course lors de son duel avec Alonso.

### Classement de la course

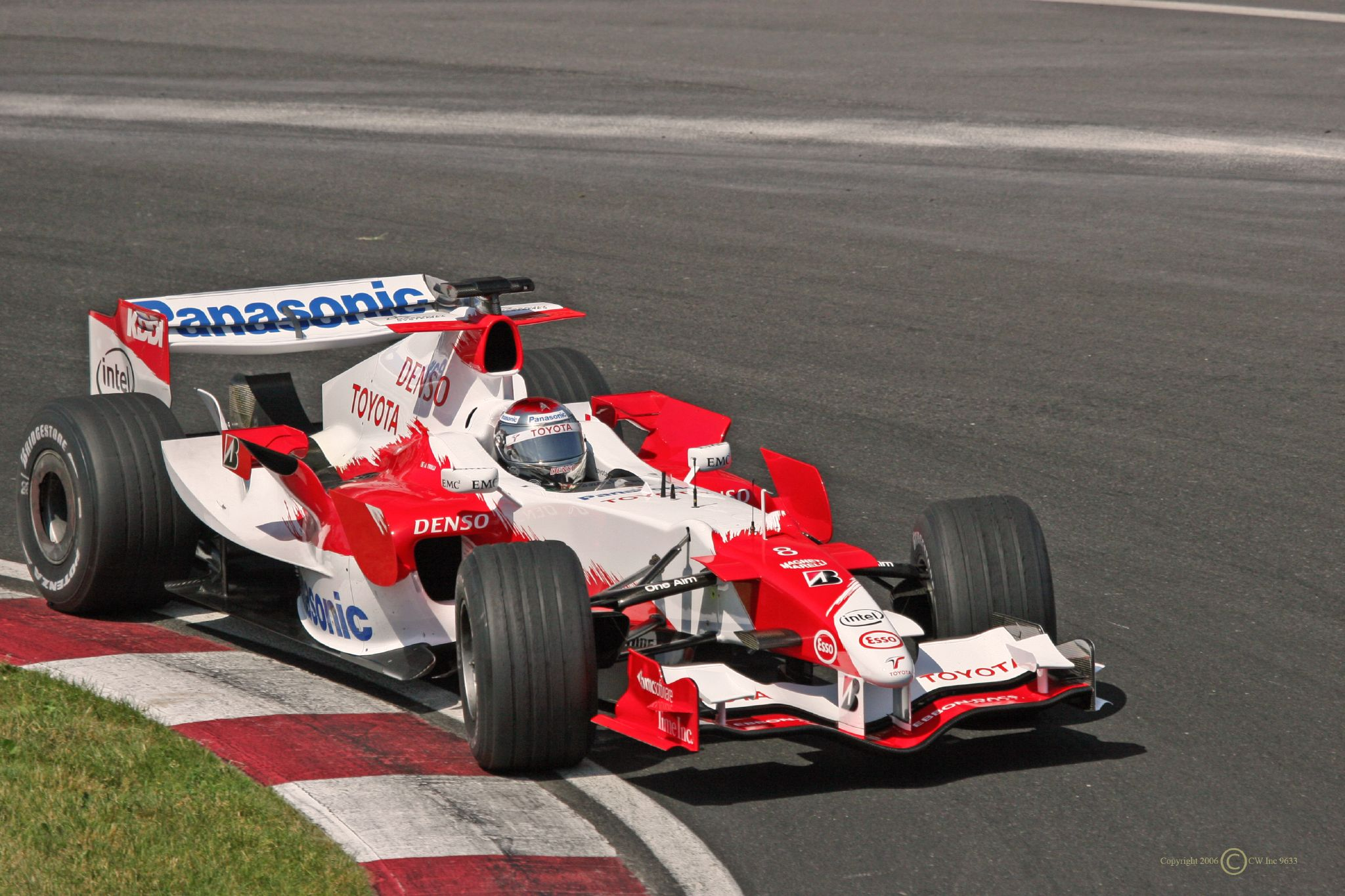
Jarno Trulli au Grand Prix du Canada 2006

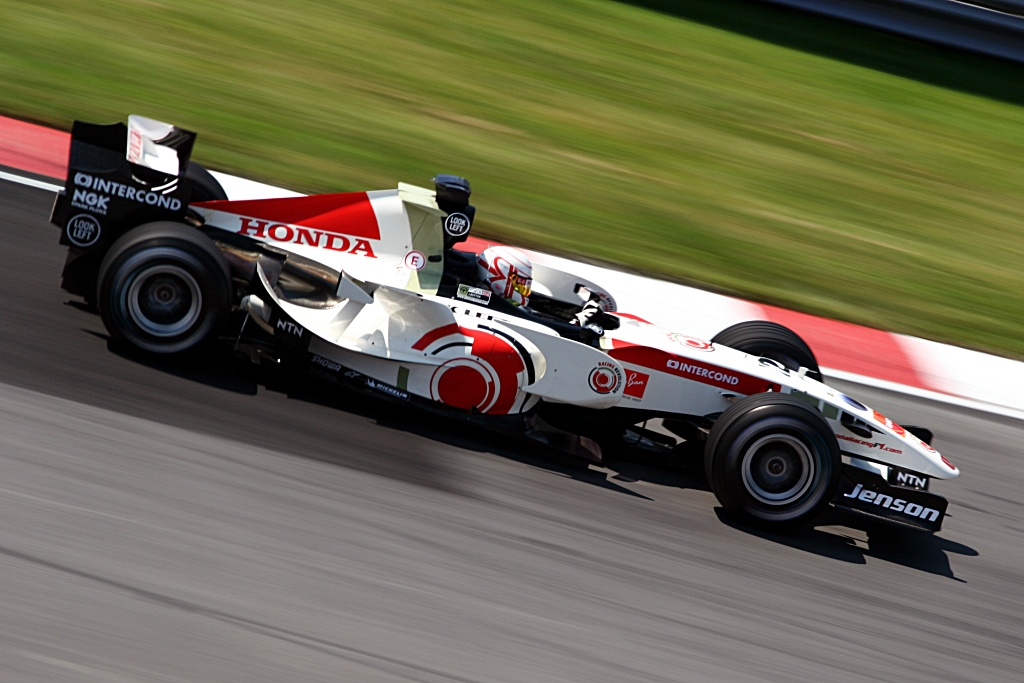
Jenson Button au Grand Prix du Canada 2006

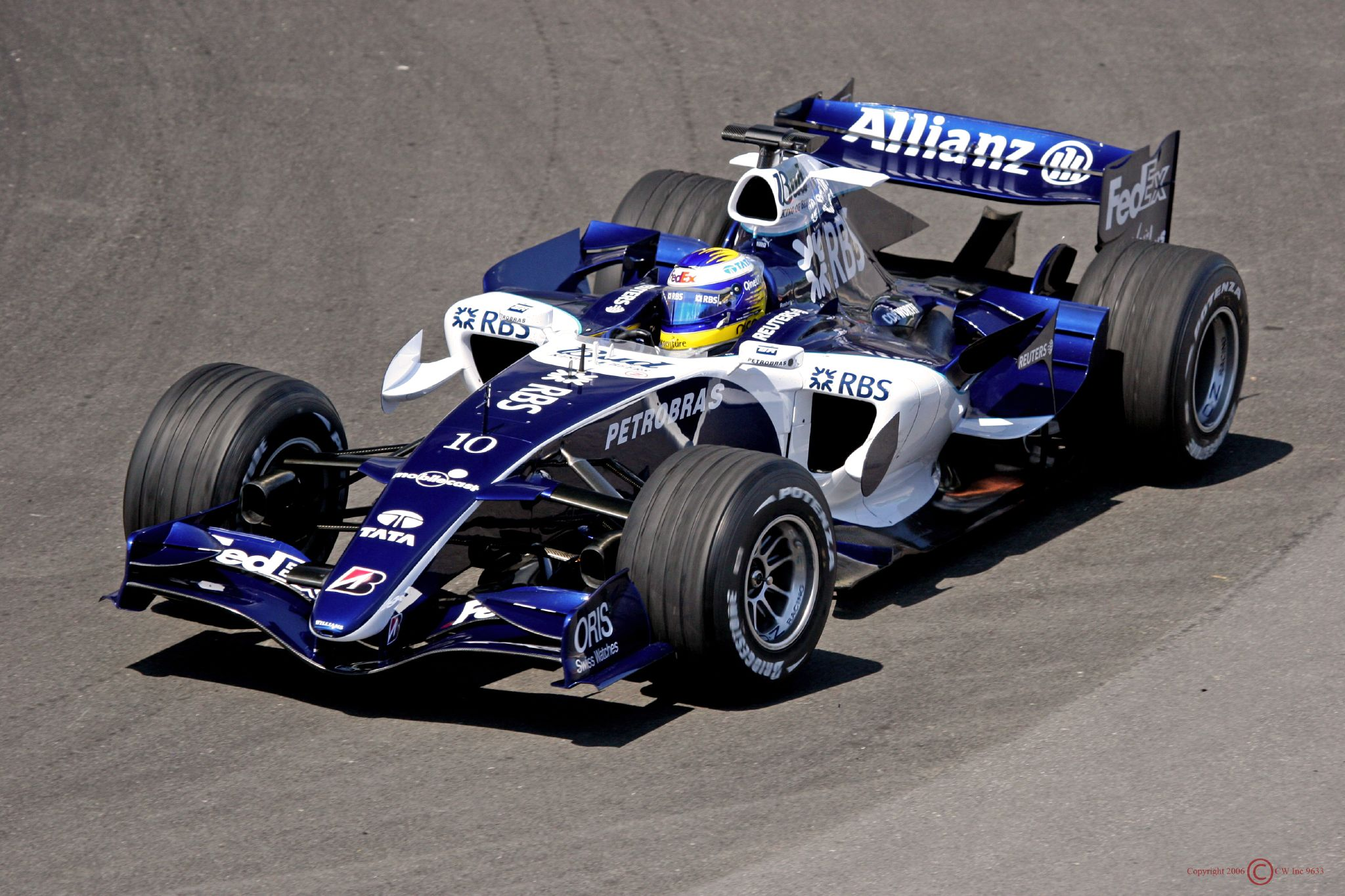
Nico Rosberg au Grand Prix du Canada 2006

| Pos  | No | Pilote               | Voiture             | Tours | Temps/Abandon                      | Grille | Points |
| ---- | -- | -------------------- | ------------------- | ----- | ---------------------------------- | ------ | ------ |
| 1    | 1  | Fernando Alonso      | Renault             | 70    | 1 h 34 min 37 s 308 (193,573 km/h) | 1      | 10     |
| 2    | 5  | Michael Schumacher   | Ferrari             | 70    | + 2 s 111                          | 5      | 8      |
| 3    | 3  | Kimi Räikkönen       | McLaren-Mercedes    | 70    | + 8 s 813                          | 3      | 6      |
| 4    | 2  | Giancarlo Fisichella | Renault             | 70    | + 15 s 679                         | 2      | 5      |
| 5    | 6  | Felipe Massa         | Ferrari             | 70    | + 25 s 172                         | 10     | 4      |
| 6    | 8  | Jarno Trulli         | Toyota              | 69    | + 1 tour                           | 4      | 3      |
| 7    | 16 | Nick Heidfeld        | BMW Sauber          | 69    | + 1 tour                           | 13     | 2      |
| 8    | 14 | David Coulthard      | Red Bull-Ferrari    | 69    | + 1 tour                           | 16     | 1      |
| 9    | 12 | Jenson Button        | Honda               | 69    | + 1 tour                           | 8      |        |
| 10   | 21 | Scott Speed          | Toro Rosso-Cosworth | 69    | + 1 tour                           | 18     |        |
| 11   | 15 | Christian Klien      | Red Bull-Ferrari    | 69    | + 1 tour                           | 12     |        |
| 12   | 9  | Mark Webber          | Williams-Cosworth   | 69    | + 1 tour                           | 17     |        |
| 13   | 20 | Vitantonio Liuzzi    | Toro Rosso-Cosworth | 68    | + 2 tours                          | 15     |        |
| 14   | 18 | Tiago Monteiro       | Midland-Toyota      | 66    | + 4 tours                          | 19     |        |
| 15   | 22 | Takuma Satō          | Super Aguri-Honda   | 64    | Accident                           | 21     |        |
| Abd. | 17 | Jacques Villeneuve   | BMW Sauber          | 58    | Accident                           | 11     |        |
| Abd. | 7  | Ralf Schumacher      | Toyota              | 58    | Retiré                             | 14     |        |
| Abd. | 4  | Juan Pablo Montoya   | McLaren-Mercedes    | 13    | Accident                           | 7      |        |
| Abd. | 11 | Rubens Barrichello   | Honda               | 11    | Mécanique                          | 9      |        |
| Abd. | 23 | Franck Montagny      | Super Aguri-Honda   | 2     | Moteur                             | 22     |        |
| Abd. | 10 | Nico Rosberg         | Williams-Cosworth   | 1     | Accident                           | 6      |        |
| Abd. | 19 | Christijan Albers    | Midland-Toyota      | 0     | Accident                           | 20     |        |

### Pole position et record du tour
- Pole position :  Fernando Alonso (Renault) en 1 min 14 s 942(vitesse moyenne : 209,490 km/h)[1].
- Meilleur tour en course :  Kimi Räikkönen (McLaren Racing-Mercedes) en 1 min 15 s 841(vitesse moyenne : 207,007 km/h) au vingt-deuxième tour[2].

### Tours en tête
- Fernando Alonso (Renault) : 65 tours (1-22 / 25-49 / 53-70) ;
- Kimi Räikkönen (McLaren Racing-Mercedes) : 5 tours (23-24 / 50-52)[3].

## Classements généraux à l'issue de la course
| Pos. | Pilote               | Écurie            | Points |
| ---- | -------------------- | ----------------- | ------ |
| 1    | Fernando Alonso      | Renault           | 84     |
| 2    | Michael Schumacher   | Ferrari           | 59     |
| 3    | Kimi Räikkönen       | McLaren-Mercedes  | 39     |
| 4    | Giancarlo Fisichella | Renault           | 37     |
| 5    | Felipe Massa         | Ferrari           | 28     |
| 6    | Juan Pablo Montoya   | McLaren-Mercedes  | 26     |
| 7    | Jenson Button        | Honda             | 16     |
| 8    | Rubens Barrichello   | Honda             | 13     |
| 9    | Nick Heidfeld        | BMW Sauber        | 12     |
| 10   | David Coulthard      | Red Bull-Ferrari  | 8      |
| 11   | Ralf Schumacher      | Toyota            | 8      |
| 12   | Jacques Villeneuve   | BMW Sauber        | 7      |
| 13   | Mark Webber          | Williams-Cosworth | 6      |
| 14   | Nico Rosberg         | Williams-Cosworth | 4      |
| 15   | Jarno Trulli         | Toyota            | 3      |
| 16   | Christian Klien      | Red Bull-Ferrari  | 1      |

| Pos. | Écurie            | Points |
| ---- | ----------------- | ------ |
| 1    | Renault           | 121    |
| 2    | Ferrari           | 87     |
| 3    | McLaren-Mercedes  | 65     |
| 4    | Honda             | 29     |
| 5    | BMW Sauber        | 19     |
| 6    | Toyota            | 11     |
| 7    | Williams-Cosworth | 10     |
| 8    | Red Bull-Ferrari  | 9      |

## Statistiques
- 14e victoire dans la carrière et 15e podium consécutif pour Fernando Alonso.
- 32e victoire pour Renault en tant que constructeur.
- 112e victoire pour Renault en tant que motoriste.
- 30e podium au Canada pour Ferrari
- 100e victoire pour Michelin.